# Antoni Kruszyński
Antoni Kruszyński herbu Prawdzic (ur. 1761 Pomorze - zm. po 1812) – generał major ziemiański województwa pomorskiego w insurekcji kościuszkowskiej.
Pochodził z Pomorza, krewny Józefa Wybickiego i przez niego protegowany na generała ziemiańskiego. Oficer z wojska pruskiego.
W 1794 po wkroczeniu gen. Jana Henryka Dąbrowskiego do Wielkopolski sformował i wyekwipował oddział z którym wziął udział w końcowych walkach powstania kościuszkowskiego. Zapłacił za to konfiskata majątku przez Prusaków. W ramach represji władze pruskie wytoczyły mu proces o zdradę i przeprowadziły konfiskatę majątku. Zmuszony do wstąpienia do armii pruskiej.
W 1806 na zew J. H Dąbrowskiego stanął na czele pospolitego ruszenia w Świeciu. Objął dowództwo pomorskiego pospolitego ruszenia.
W 1807 uzyskał awans na generała jako ordonator oddziałów podległych gen. J. H Dąbrowskiemu, ale wkrótce odszedł ze służby z powodu zbytniego rygoryzmu i niepopularności wśród wojska. dalsze losy nieznane.